# Nicolai de Seversky
Nicolai de Seversky, artistpseudonym ryska: Северский: Severskij, född (ryska: Николай Георгиевич Прокофьев: Nikolaj Georgijevitj Prokofjev) 1875 i Tiflis (nu Tbilisi), död 1941 i Paris, var en exilrysk-fransk operasångare (baryton) och skådespelare, som bland annat spelade tsar Peter den store i de svenska filmerna Karl XII och Karl XII del II.
Vid sidan av sången och skådespeleriet var de Seversky intresserad av flygning och var en av Rysslands första innehavare av ett privatflygplan. Hans son, Alexander P. de Seversky (1894-1974), blev en framstående amerikansk stridspilot, militärstrateg och uppfinnare under andra världskriget.

## Filmografi
- 1925 – Karl XII (Peter den store)
- 1925 – Karl XII del II (Peter den store)
- 1925 – L'avocat (som Nicolas de Seversky)